# 棱孢层腹菌
棱孢层腹菌（学名：Hymenogaster vittatus）是属于伞菌目层腹菌科层腹菌属的一种担子菌。该种分布于中国。